# Xã Lawrence, Quận Itasca, Minnesota
Xã Lawrence (tiếng Anh: Lawrence Township) là một xã thuộc quận Itasca, tiểu bang Minnesota, Hoa Kỳ. Năm 2010, dân số của xã này là 438 người.